# الزعل (ذي السفال)

تعديل مصدري - تعديل

الزعل هي إحدى قرى عزلة حبير بمديرية ذي السفال التابعة لمحافظة إب، بلغ تعداد سكانها 260 نسمة حسب تعداد اليمن لعام 2004.